# DoDonPachi DaiFukkatsu
DoDonPachi DaiFukkatsu (怒首領蜂 大復活) est un jeu vidéo développé par Cave et édité par AMI. Il s’agit d’un shoot 'em up à défilement vertical de type manic shooter. C'est le quatrième épisode de la série DonPachi développé par Cave, et le cinquième en comptant DoDonPachi II développé par la société taïwanaise IGS.
Il est paru sur borne d'arcade le 22 mai 2008, puis le 24 juin 2008 dans une version 1.5 (correction d'un bug de score) et en janvier 2010 dans une version Black Label modifiant le système de jeu assez profondément. En 2010, il est porté sur iOS, le système d'exploitation développé par Apple pour ses appareils mobiles, sous le nom DoDonPachi Resurrection.
Do-Don-Pachi DaiFukkatsu Black Label est sorti en version Xbox 360 en février 2011 au Japon en deux versions. Une première version téléchargeable sous forme d'add-on à la version 1.5, et une seconde version en boite contenant en bonus le mode Ketsui Style dont le vaisseau et le système de score sont inspirés de Ketsui, autre jeu développé par Cave.